# Russische Akademie für Theaterkunst
Die Russische Akademie für Theaterkunst  (russisch Российская академия театрального искусства) gehört zu den ältesten und traditionsreichsten Schauspielschulen in Russland. Sie wurde am 22. Oktober 1878 gegründet.
Bis 1991 war sie unter dem Namen Staatliches Institut für Theaterkunst (russisch Государственный институт театрального искусства), in  kyrillischen Buchstaben kurz ГИТИС (GITIS) bekannt. Diese Abkürzung ist auch heute noch gebräuchlich. Von 1934 bis 1991 wurde zu Ehren des 1933 verstorbenen Anatoli Lunatscharski auch der Zusatz имени А.В.Луначарского verwendet.
Die GITIS hat sowohl in Russland als auch international einen herausragenden Ruf. Sie hat sich zum Ziel gesetzt ihren Studenten die klassische, traditionelle Schauspielkunst beizubringen. Zu den kreativen Prinzipien der Russischen Akademie für Theaterkunst gehört die harmonische Kombination von pädagogischen Traditionen und Innovationen in allen Fachbereichen. Die Aufnahmeprüfungen sowie das Training der Schauspieler und Schauspielerinnen sind hart und anspruchsvoll. Jährlich studieren rund 1.500 Studenten an der Akademie.
Im dänischen Aarhus unterhält die Akademie eine skandinavische Außenstelle, die GITIS Scandinavia Theatre Academy.

## Absolventen (Auswahl)
- Jerzy Grotowski (1933–1999), polnischer Regisseur
- Mark Anatoljewitsch Sacharow (1933–2019), russischer Film- und Theaterregisseur, Drehbuchautor
- Tatjana Jewgenjewna Samoilowa (1934–2014), sowjetische Schauspielerin
- Walentina Illarionowna Talysina (1935–2025), russische Schauspielerin
- Roman Wiktjuk (1936–2020), ukrainisch-russischer Schauspieler, Theaterregisseur und Drehbuchautor
- Jurij Alschitz (* 1947), russischer Theater-Regisseur
- Eimuntas Nekrošius (1952–2018), litauischer Regisseur
- Julius Dautartas (* 1953), litauischer Regisseur und Politiker, Mitglied des Seimas
- Andrei Petrowitsch Swjaginzew (* 1964), russischer Filmregisseur
- Sergei Vytauto Puskepalis (1966–2022), russischer Schauspieler und Theaterregisseur
- Mindaugas Karbauskis (* 1972), litauisch-russischer Theater-Regisseur
- Tschulpan Nailjewna Chamatowa (* 1975), russische Schauspielerin tatarischer Herkunft
- Pawel Jurjewitsch Derewjanko (* 1976), russischer Schauspieler
- Julija Sergejewna Peressild (* 1984), russische Schauspielerin
- Alexander Petrow (* 1989), russischer Schauspieler